# آندولشایم
آندولشایم (به فرانسوی: Andolsheim) یک کمون در فرانسه است که در canton of Andolsheim واقع شده‌است. آندولشایم ۱۱٫۶ کیلومتر مربع مساحت دارد ۱۸۹ متر بالاتر از سطح دریا واقع شده‌است.